# Get Up! (Before the Night Is Over)
"Get Up! (Before the Night Is Over)" é uma canção do grupo belga de música eletrônica Technotronic com a participação de Ya Kid K. Foi lançado como o segundo do grupo e de seu álbum de estreia da grupo, Pump Up the Jam: The Album, no qual aparece como a segunda faixa. O single fez muito sucesso em muitos países, tornando-se um hit top 10 na Austrália, Canadá e EUA e liderando em 1° lugar as paradas na Bélgica, Finlândia, Espanha e Suíça, bem como no Eurochart Hot 100.
A canção foi premiada com um disco de ouro nos Estados Unidos, após 500.000 singles vendidos, e um recorde de prata na França e no Reino Unido, com vendas de 205.000 e 200.000 unidades, respectivamente.
O editor do AllMusic, Alex Henderson, descreveu a canção como "altamente contagiosa". O Music & Media comentou: "Eles podem fazer de novo? Certamente parece que sim. Esta é menos rap e mais uma música pop ortodoxa. Um refrão forte e um dos maiores sons de baixo do mercado. Excelente". O Pop Rescue afirmou que "Get Up! (Before the Night Is Over)" "não é tão diferente de "Pump Up the Jam", "embora toque mais na linha de baixo e dê a Ya Kid K o crédito de vocalista que ela trabalha duro para ganhar - rap, cantando e escrevendo a música".
Um videoclipe foi feito para acompanhar a música, e nele apresenta a modelo Felly sincronizando o refrão com batom azul. O vídeo foi postado no YouTube em junho de 2010. Em setembro de 2020, ele teve mais de 42,7 milhões de visualizações.
A música aparece em Dance Dance Revolution Ultramix 4 e Dance Dance Revolution 3rd Mix.